# Azumi Uehara
Azumi Uehara (japonès: 上原あずみ)  (Hamamatsu i Tòquio, 10 d'abril de 1984) és una cantant japonesa. Tot i tenir poc renom, va començar la seva carrera amb la cançó d'un dels endings de la sèrie d'anime El detectiu Conan, «Aoi aoi kono hoshi ni» (青い青いこの地球に), l'any 2001. Posteriorment, va llançar diversos singles i va compondre una altra cançó per a aquesta mateixa sèrie el 2002, «Mushoku» (無色). El seu primer àlbum, titulat també Mushoku, es va llançar el 6 de novembre del 2002, sent aquest el seu últim treball fins aquest moment. El dia 19 de juliol, la cantant és retirada de les oficines LOOP i dies després retirada del món musical. Amazon.com retira tot el seu material y el mercat Japonés també.
Després d'una llarga pausa, va ressorgir el 2012, apareixent en una pel·lícula per a adults sense censura amb el nom artístic de Yui Nagahara (長原ゆい) i després va debutar al circuit principal de vídeos per a adults amb el segell Muteki i utilitzant només el seu nom, Azumi. Va deixar el segell el 2014.

## Discografia

### Senzills
- Aoi aoi kono hoshi ni (青い青いこの地球に) (31 d'octubre de 2001) (Detective Conan 13th Ending Theme) va ocupar el 9è lloc a les llistes de singles d'Oricon[2]
- Special Holynight (5 de desembre de 2001) va ocupar el 19è lloc a les llistes de singles d'Oricon[3]
- Bye Bye My Blue Sky (20 de febrer de 2002) va ocupar el lloc 33è a les llistes de singles d'Oricon[4]
- Lazy (19 de juny de 2002) va ocupar el lloc 33è a les llistes de singles d'Oricon[5]
- Mushoku (incolor) (11 de setembre de 2002) (Detective Conan 15th Ending Theme) va ocupar el cinquè lloc a les llistes de singles d'Oricon[6]
- Himitsu (secret) (7 de desembre de 2005) va ocupar el lloc 40è a les llistes de singles d'Oricon[7]
- Never free (19 d'abril de 2006) va ocupar el lloc 55è a les llistes de singles d'Oricon[8]
- Song for you: Seiippai Chigaraippai (Cançó per tu～精一杯力一杯～) (13 de setembre de 2006) va ocupar el lloc 74è a les llistes de singles d'Oricon[9]

### Àlbums
- Mushoku (無色) (6 de novembre de 2002) va ocupar el cinquè lloc a les llistes d'àlbums d'Oricon[10]
- Ikitakuwanaibokunado (生きたくはない僕等) (18 d'octubre de 2006) va ocupar el lloc 49è a les llistes d'àlbums d'Oricon[11]

## Filmografia
Vídeo per a adults (AV)

| Data de publicació | Títol video                                          | Companyia                    | Director       | Notes    |
| ------------------ | ---------------------------------------------------- | ---------------------------- | -------------- | -------- |
| 2013-01-01         | Colorless Azumi                                      | Muteki TEK-045               |                | AV debut |
| 2013-05-01         | First Impression Azumi                               | Idea Pocket Tissue IPZ-094   | Tadanori Usami |          |
| 2013-06-01         | Semen Face and 4 Real Sex 顔射解禁×4本番 AZUMI       | Idea Pocket Tissue IPZ-118   | ザ・苦労人     |          |
| 2013-07-01         | Azumi Sex and Rich Kiss AZUMIの濃厚な接吻とSEX       | Idea Pocket Tissue IPZ-137   | ザ・苦労人     |          |
| 2013-08-01         | Beautiful Shaved Woman Azumi 美女のパイパンSEX AZUMI | Idea Pocket Tissue IPZ-164   | ザ・苦労人     |          |
| 2013-10-01         | Digital Channel DC109 Azumi                          | Idea Pocket Supreme SUPD-109 | Jirō Tsubuyaki |          |